# Talp daurat de De Winton
El talp daurat de De Winton (Cryptochloris wintoni) és una espècie de talp daurat endèmica de Sud-àfrica. Els seus hàbitats naturals són les zones arbustoses seques tropicals o subtropicals, la vegetació arbustosa de tipus mediterrani i les costes sorrenques. Està amenaçat per la pèrdua d'hàbitat.